# Tekstura tal
Tekstura tal je ena izmed fizikalnih lastnosti tal. Trdna faza tal je sestavljena iz mineralnih delcev in trdnih organskih snovi. tekstura je razmerje med posameznimi mineralnimi frakcijami v tleh. Tekstura je zelo pomembna lastnost, saj vpliva na rodovitnost tal. Tako je za rast kulturnih rastlin najprimernejša srednje težka tla z meljasto ilovnatimi in ilovnatimi horizonti, v katerih so vse tri teksturne frakcije talnih delcev  (pesek, melj in glina) približno enako zastopane. 
Mineralni delci se razlikujejo po velikosti in obliki. Po velikosti jih razvrščano v naslednje velikostne skupine:
- skelet: večji od 2 mm

Skelet je kamninski drobir (skale, grušč) in vpliva predvsem na fizikalne lastnosti tal, povečuje talno zračnost in prepustnost za vodo. Apnenčast in dolomitni drobir lahko zaradi svoje topnosti močneje vplivata na kemijske lastnosti tal.
- pesek: 0,05–2 mm (grobi pesek: 0,2–2 mm, 20 cm²/g; fini pesek: 0,05–0,2 mm, 90 cm²/g)

Pesek ima večjo specifično površino od skeleta in zato močneje vpliva na lastnosti tal. Tla, v katerih prevladuje pesek, so zračna, topla, slabo zadržujejo vodo in imajo majhno sposobnost zadrževanja rastlinskih hranil.
- melj: 0,002–0,05 mm (grobi melj: 0,02–0,05 mm, 200 cm²/g; fini melj: 0,002–0,02 mm, 500 cm²/g)

Melj lahko tvorijo okruški kamnin in novotvorbe. Zaradi večje specifične površine ima melj že večji vpliv na kemijske lastnosti tal kot pesek, čeprav še vedno prevladuje vpliv na fizikalne lastnosti tal. V melju je kapilaren dvig vode večji. Melj ne nabreka, je slabo lepljiv in ni plastičen.
- glina: pod 0,002 mm (8.000.000 cm²/g)

Če v tleh prevladuje glina, so tla zbita, gosta, slabo prepustna za vodo, hladna in slabo prezračena.
Zrnavost tal je lastnost, ki se spreminja le skozi dolgo časovno obdobje. Mlada tla po navadi vsebujejo več skeleta in peščenih delcev, s starostjo pa se povečuje delež gline. Zrnavost tal neposredno vpliva na številčnost in vrstno sestavo talnih živali. V glinastih tleh primanjkuje kisika, zato je v njih manj živali kot v ilovnatih in peščeno ilovnatih tleh.

## Teksturni trikotnik
Teksturni razredi so odvisni od deleža peska, melja in gline. Ločimo 12 teksturnih razredov. 
| Teksturni razredi ameriške teksturne klasifikacije | Teksturni razredi ameriške teksturne klasifikacije |
| Oznaka                                             | teksturni razred                                   |
| -------------------------------------------------- | -------------------------------------------------- |
| P                                                  | pesek                                              |
| IP                                                 | ilovnat pesek                                      |
| PI                                                 | peščena ilovica                                    |
| PGI                                                | peščeno-glinasta ilovica                           |
| PG                                                 | peščena glina                                      |
| M                                                  | melj                                               |
| MI                                                 | meljasta ilovica                                   |
| MGI                                                | meljasto-glinasta ilovica                          |
| MG                                                 | meljasta glina                                     |
| I                                                  | ilovica                                            |
| GI                                                 | glinasta ilovica                                   |
| G                                                  | glina                                              |
Pri poimenovanju teksturnih razredov je poudarek na zadnji črki (PG – peščena glina – glina z nekoliko več peska).